# Gortyna ochracea
Gortyna ochracea är en fjärilsart som beskrevs av Jacob Hübner 1786. Gortyna ochracea ingår i släktet Gortyna och familjen nattflyn. Inga underarter finns listade i Catalogue of Life.